# Academia Marshall
La Academia Marshall, denominada también Asociación Musical Granados-Marshall, es una escuela de música de Barcelona.
Creada en 1901 por Enrique Granados y continuada desde 1920 por Frank Marshall, se centra principalmente en la enseñanza de la música para piano de acuerdo con una tradición instrumentística que se basa fundamentalmente en la sonoridad, la pulsación y la utilización del pedal.
Profesores destacados, además de Granados y Marshall,  han sido Enric Morera, Domènec Mas i Serracant, Felipe Pedrell, Alicia de Larrocha, Rosa Balcells, Silveri Fàbregas. También enseñaron antiguos alumnos como Xavier Monsalvatge, Baltasar Samper , Anna Fernández, Fèlix Ràfols , Júlia Albareda, Mercè Roldós, etc. Pedrell hizo entre 1905 y 1906 un ciclo de conferencias sobre formas musicales que tuvo eco en el campo de la pedagogía.
Entre sus alumnos han destacado: José Gontzalo Zulaika, Ricard Lamote, Conchita Badía, Roberto Gerhard, Rosa Sabater, Montserrat Torrent, Vicente Asencio, Francesc Casellas, Rosa María Kucharski, Jaume Padrós, Àngel Soler, Enric Torra, Lluís Torres, Josep Vicens, Alexandre Vilalta, Maria Vilardell, Carles Giocasta Corma, Carlota Chaparral, Albert Giménez, Maria Teresa Monteys, Joan Tuesta, etc.
Ha sido y es un centro de cultura musical en donde se dan conciertos, actos, conferencias y clases magistrales desde hace más de un siglo, en las que han participado compositores, pianistas y directores de orquesta de todo el mundo.

## Historia

### Introducción
El año 2001 hizo 100 años de la existencia de la academia Granados, lo cual produjo una gran satisfacción y un sentimiento de orgullo por los amantes de la música. Se trata de 100 años de cultura, de contribuciones, de ganas de seguir adelante.
La Academia Granados fue creada en 1901 por Enrique Granados y posteriormente, en 1920 continuó con la tarea Frank Marshall y la academia pasó a denominarse Academia Marshall, también llamada Asociación Musical Granados-Marshall.
La muerte de Enrique Granados causó una gran conmoción en el mundo musical, debido al gran pianista y compositor que era. A través del gran maestro Frank Marshall pudieron conocer la impronta creativa que dejó Enrique Granados a través de su obra y de su obsesión por la musicalidad y la sonoridad del piano. Gracias al espíritu y las fuerzas de Granados, su escuela de música ha llegado a nuestros días como una institución que ha querido mostrar la capacidad interpretativa y la creación musical de manera fiel.

### Joan Baptista Pujol
Los inicios de la escuela pianística en Barcelona hay que situarlos alrededor del maestro de los maestros, Joan Baptista Pujol el cual fue uno de los discípulos destacados del gran Pere Tintorero, a su vez alumno del sublime Franz Liszt. Joan Baptista Pujol (1835-1898) marchó igual que su maestro Tintorero a Paris para acabar su formación musical, però finalmente, al cabo de los años, se instaló en Barcelona. Pujol fue un personaje clave en el ámbito pianístico y musical de Barcelona, y su personalidad artística impulsó una etapa de grandes conciertos dirigidos por directores de talento, como por ejemplo Saint-Saëns o Jules Massenet. También hay que destacar el hecho que se ofrecieron por primera vez en Barcelona óperas de autores modernos, como Carmen de Bizet. Gracias a este gran impulso, el 1888 se creó la primera editorial de música en Cataluña, basada en modelos europeos. Llevaba el nombre del gran maestro y publicó la mayoría de obras de Granados, así como obras importantes de Pedrell o algunas de Albéniz. Aun así, hay que recordar especialmente el maestro Pujol por el hecho que formó  una generación de pianistas de gran virtuositat: Antoni Nicolau, Carles G. Vidiella, Carme Matas, Enrique Granados, Isaac Albéniz, Joan Baptista Pellicer, Joaquim Malatos y Ricard Viñes, entre otros. Es gracias a esta generación que la escuela pianística catalana entró en una etapa de esplendor musical y, gracias a ellos, el piano se convirtió en el instrumento por excelencia de la inspiración musical. Una inspiración proyectada a Paris, ciudad que abrió las puertas al modernismo del nuevo siglo con personalidades como Debussy, Fauré o Ravel. La relación que tenían los músicos de la época era muy cordial, de forma que los autores catalanes consiguieron bastante prestigio tanto en Francia como España, y sus nombres han quedado a la memoria como virtuosos del teclado del piano.

### Enrique Granados-Academia Granados

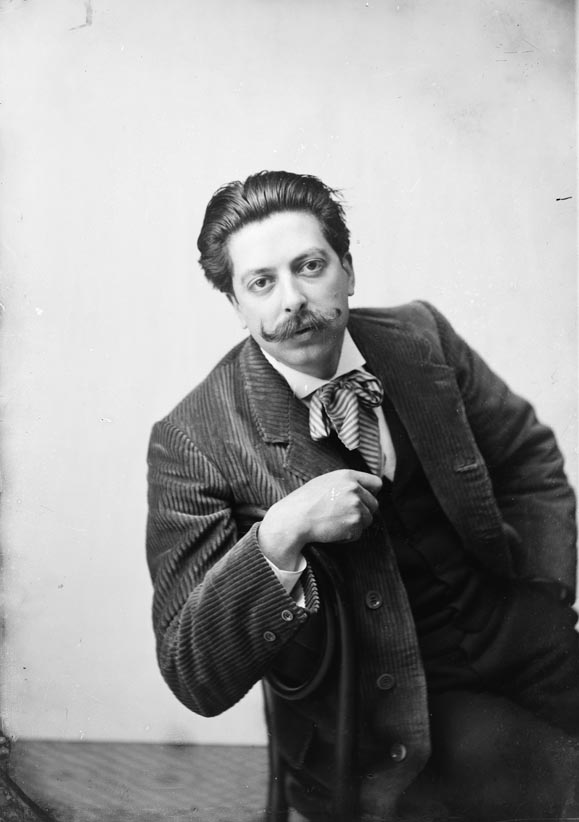
Granados

Enrique Granados fue uno de los grandes y más destacados discípulos de Joan Baptista Pujol. Si bien nació en Lérida, estudió en la barcelonesa Academia Pujol, donde perfeccionó su técnica musical y, con sólo 15 años,  ganó un primer premio en un concurso. Granados volvió a Barcelona el 1889 y se convirtió en una figura clave para la creación del Teatro lírico catalán. Pero el verdadero éxito lo tuvo con la presentación del primer álbum de la obra Goyescas, o los Mayos enamorados. Aun así, su gran aportación en el mundo de la música fue la fundación de la Academia Granados el 1901. Durante los primeros años, la academia estuvo situada en el primer piso del número 14 de la calle de Fontanella; más tarde, se trasladó a la calle de Girona, primero al número 89, chaflán Aragón, y al final al número 20, esquina Caspe, donde hoy en día todavía se puede ver una placa de mármol en recuerdo a los días de oro de la Academia. Granados nunca dejó de enseñar, y esto lo impulsó a crear una institución educativa, que difundiera su amor por la música. Felipe Pedrell lo ayudó en la fundación de la institución, y también se inspiró en el recuerdo de la técnica aprendida con el gran maestro Pujol y perfeccionada en Francia con De Bériot. La Academia Granados nació como una empresa sólida y con futuro, y con el paso del tiempo se reforzó el perfil artístico y riguroso. El maestro Domènec Mas i Serracant, gran compositor y organista, fue durante los primer años el subdirector de la nueva academia. Ya al mismo año que se fundó la academia, Enrique Granados presentó algunos alumnos en un concierto en la Sala Chassaigne, el 22 de marzo de 1902, donde había las jóvenes pianistas Jordà, Emília Ycart y Ferran Vía. Alguno de estos formarían parte, en el futuro, del profesorado de la institución.
Hay que indicar que la academia tuvo un Consejo de protectores que contribuían con una cuota libre a la financiación de la escuela, como el mismo alcalde de Barcelona, Carles Pi Sunyer, o las familias Miralles. Para ingresar en la academia había que pasar por un examen que determinaba el grado del examinado. El curso empezaba el día 15 de septiembre y acababa el día 24 de junio. Los diferentes cursos se distribuían en grupos de alumnos y las clases duraban una hora. La academia también organizaba audiciones musicales, las cuales podían ser privadas o públicas, y se ofrecían a los protectores de la academia. A las audiciones privadas se contaba con los alumnos del curso elemental o medio, y los cursos superiores organizaban conciertos públicos en los cuales también participaba Enrique Granados. Según las normas de la academia, a las clases podían asistir oyentes, que pagaban una cuota muy baja. La academia fue avanzando año tras año gracias al gran empuje artístico de su fundador y, a medida que pasaban los años, el número de alumnos aumentaba y la fama de la moderna escuela pianística se extendió en todo el país. Para concluir, en el entorno de Enrique Granados había varias personalidades del mundo artístico que compartían con él las actividades musicales que se organizaban en la academia, era algo habitual para los discípulos. La academia de este modo se convirtió en un nexo de unión entre compositores, discípulos e intérpretes, con el fin de servir a la música. Los alumnos tenían la oportunidad de enfrentarse por primera vez a la interpretación de todo un recital en público con un auditorio selecto y riguroso.

### Discípulos de Enrique Granados
Por las aulas de la Academia pasó una gran cantidad de alumnos hasta el 1916, año de la muerte del fundador. Entre estos discípulos, algunos de ellos fueron reconocidas figuras dentro del mundo musical de nuestro país e internacionalmente. Sobre todo pianistas ilustres que contribuyeron a la difusión de la música española, como Conxita Badia, Mercé Moner y Josep Iturbi, entre otros. También destacan Paquita Madriguera, que tuvo una carrera como brillante pianista, y Alexandre Vilalta, el cual después de empezar estudios de música a la Escuela municipal de música de Barcelona, cuando acabó la carrera fue discípulo de Enrique Granados y subdirector de los cursos superiores de piano de la academia Frederic Longàs inició su carrera musical con el maestro Goberna, acabó su formación con Granados a la academia haciendo los estudios de armonía y de composición. Josep Caminals entró a la academia el 1913 y trabajó como profesor hasta su muerte. Por otro lado, Conxita Badia fue descubierta por Granados haciendo un examen, mientras ella cantaba solfeo y, desde aquel momento, fue encaminada en el mundo del canto. Cuando murió en Granados, asistió a todos los conciertos que se hicieron en homenaje al maestro. Ricard Vives ingresó a la academia a los dieciséis años, después de haber empezado a formarse con diferentes maestros célebres; y, gracias a la academia, consiguió una sólida reputación como concertista. Por otro lado, Robert Gerhard se formó a la academia durante dos años con la enseñanza directa de Granados al piano. Finalmente, el discípulo más estimado, Frank Marshall, que a la muerte de Enrique Granados cogió el relevo como director de la academia.

### Frank Marshall-Academia Marshall
Frank Marshall nació en Mataró donde recibió sus primeras nociones de música con el maestro Teodor Solà  Vendrell, la brillantez que tenía de cara al piano se notó enseguida y continuó su formación al Conservatorio Liceo de Barcelona. La gran personalidad de Enrique Granados llamó la atención de Marshall y con sólo diecisiete años obtuvo el título de profesor a la academia y en poco tiempo fue el asistente en las clases de Granados, y hacía las sustituciones y supervisaba las notas de los alumnos. A los veinte años fue nombrado subdirector de los estudios de piano de la academia. Para Granados, Marshall fue un ayudante imprescindible, paralelamente la carrera concertística de Marshall prosperaba año tras año. La muerte de Granados fue un golpe muy fuerte por todo el mundo pero especialmente por sus discípulos y por el futuro de la Academia. Pedrell, animó a Frank Marshall para continuar la academia y mantener viva la memoria de Granados. El curso del año 1916-1917 la Academia Granados estaba formada por el Consejo Directivo: Eduard Granados (hijo de Enrique Granados, Frank Marshall, el maestro Mas y Serracant y Albert Torellas. La actividad concertística de Marshall disminuyó debido a la responsabilidad que asumió al hacerse cargo de la Academia Granados. Los primeros años de este gran cambio sucedieron con fuerza y estabilidad. Aun así, al final se decidió que se cambiara el nombre de Academia Granados por el de Academia Marshall. De este modo se solucionó los problemas de la herencia y de la carencia de dinero y el 1920 Frank Marshall aconteció el único propietario de la escuela, su único director y responsable. La academia se trasladó al número 106 de la Rambla de Cataluña, que también era la residencia del maestro Marshall, este estaba casado desde 1917 con Teresa Cabarrús la cual era una entusiasta de la música y fue un gran apoyo a la vida del pianista y contribuyó mucho a la prosperidad de la academia.[17] Frank Marshall con un cuerpo ilustre de profesores y con la colaboración de antiguos discípulos mantuvo el prestigio de la Academia. El año 1948 murió la mujer de Marshall- la cual había sido un personaje clave dentro del buen funcionamiento de la academia- hecho que fue muy doloroso y desde aquel momento el maestro, redujo su vida casi solo por la Academia.